# 831
831 (DCCCXXXI) je bilo navadno leto, ki se je po julijanskem koledarju začelo na nedeljo.

## Dogodki
- 1. januar

## Smrti
- 10. julij - Zubajda bint Džafar, prva žena abasidskega kalifa al-Rašida (* 765/766)

Neznan datum
- Omurtag, bolgarski kan (* ni znano)